# Le Maître des montagnes
Le Maître des montagnes est le quinzième tome de la série de bande dessinée Thorgal, dont le scénario a été écrit par Jean Van Hamme et les dessins réalisés par Grzegorz Rosiński.

## Synopsis
Cet album raconte une aventure autonome, au cours de laquelle Thorgal est confronté à un seigneur bandit nommé le Maître des montagnes et à des phénomènes d'altération du temps particulièrement retors. C'est l'un des albums de la série qui aborde le thème du voyage dans le temps, thème également abordé, par exemple, par Les Trois Vieillards du pays d'Aran et La Couronne d'Ogotaï.

## Publication
- Le Lombard, octobre 1989  (ISBN 2-8036-0754-9)
- Le Lombard, avril 1999  (ISBN 2-80361-446-4)
- Le Lombard, juin 2001  (ISBN 2-80361-686-6)
- Le Lombard, janvier 2016  (ISBN 978-2-8036-0754-9)